# Кайбицкая, Галия Мутыгулловна
Галия Мутыгулловна Кайбицкая (тат. Галия Мотыйгулла кызы Кайбицкая; 5 мая 1905, Уральск — 9 апреля 1994) — советская татарская актриса и оперная певица (колоратурное сопрано). Первая народная артистка Татарской АССР.

## Биография
Дочь известного татарского религиозного деятеля муллы Мутыгуллы Тухватуллин-хазрата. С детства выступала перед собравшимися в их доме гостями: декламировала стихи татарских поэтов, пела песни. Галия получила образование в медресе своих родителей. Старший брат Камиль сыграл большую роль в её судьбе. Он, взявший впоследствии имя своего отца Мутыгуллы (Камиль Мутыги), как и отец, хорошо знал арабскую и русскую культуру, стремился к овладению языками. Имея прекрасный баритональный голос, Камиль как певец получает широкую известность, его зовут «татарским Шаляпиным». В 1920 Камиль создал в Уральске Союз искусств рабочих (Рабис). Галия с братом Адгамом вступили в эту организацию, начали вести активную агитацию с целью привлечь в неё татарскую молодежь. Адгам становится режиссёром концертов и спектаклей Рабиса. Он взял себе псевдоним — Кайбицкий.
Узнав, что в Казани открывается театральный техникум, Галия не задумываясь, с братьями поехала в Казань и поступила на учёбу.
В 1923—1933 выступала на сцене Татарского академического театра, исполняла роли в пьесах К. Тинчурина, Т. Гиззата, Дж. Файзи и других. В декабре 1925 Галия начала брать уроки на вокальном отделении казанского музыкального училища.
В эти годы Г. Кайбицкая решает посвятить себя оперному искусству. Отправившись в Москву, поступила в Татарскую оперную студию при Московской консерватории. После её окончания в 1938 до 1958 года успешно выступала на сцене Татарского театра оперы и балета. С большим мастерством раскрывала глубину характеров своих героинь, создала ряд незабываемых образов. Звезда оперной сцены, певица завоевала популярность и как исполнительница татарских народных песен, а также произведений советских композиторов.
В годы Великой Отечественной войны вела большую концертную деятельность, выступая в воинских частях, госпиталях, на передовой. Более 80 раз выезжала на фронт с концертами. В одну из таких поездок была ранена. За проявленную отвагу артистку представили к государственной награде.
Только в августе 1943 года вместе с гармонистом Туишевым дала около ста концертов на передовой.

## Основные партии
- Галиябану в одноименной опере М. Файзуллина,
- Алтынчеч («Алтынчеч» Н. Г. Жиганова),
- Сарвар в музыкальной комедии «Башмачки» Дж. Файзи).

Кайбицкая исполняла главные партии и в оперной классике: Виолетта («Травиата» Джузеппе Верди), Джильда («Риголетто» Джузеппе Верди), Марфа («Царская невеста» Н. А. Римского-Корсакова) и др. На сцене Татарского театра оперы и балета Галия Кайбицкая исполнила все основные партии, созданные для колоратурного сопрано. В 1968 она ушла на заслуженный отдых.

## Личная жизнь
Муж — Ильяс Аухадеев — заслуженный деятель искусств, народный артист ТАССР, выпускник Ленинградской консерватории, скрипач, дирижёр. С 1941 г. по 1948 г. он был директором Театра оперы и балета, затем двадцать лет руководил Казанским музыкальным училищем. Вырастила троих собственных детей и двух девочек-сирот, чьи родители погибли во время войны.
Умерла 9 апреля 1994 года в Казани, похоронена на Татарском кладбище в Ново-Татарской слободе Казани.

## Память

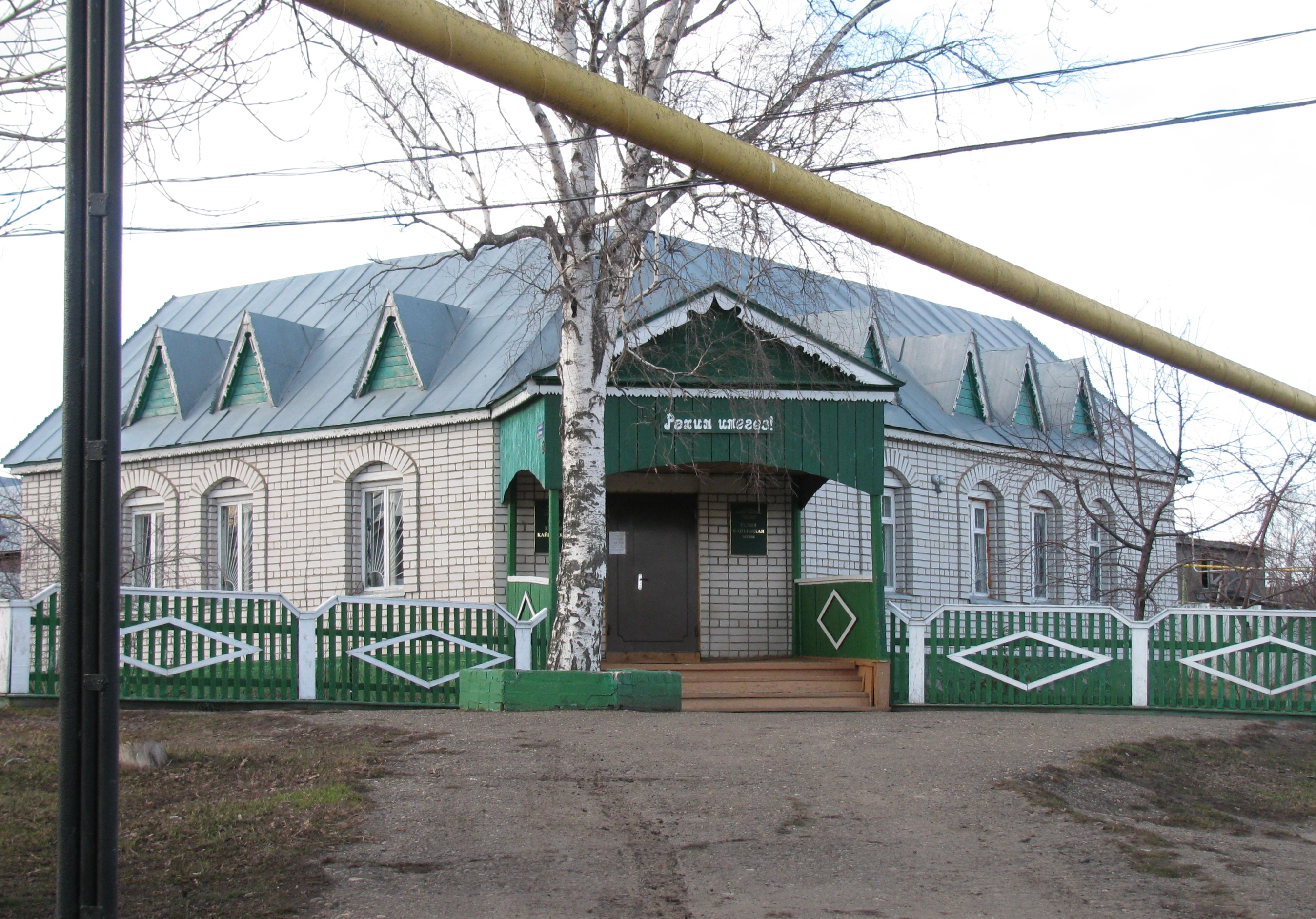
Дом-музей Галии Кайбицкой в Больших Кайбицах

Похоронена на Татарском кладбище в Ново-Татарской слободе Казани.
29 октября 1998 года в Кайбицком районе Республики Татарстан, на родине отца певицы, был открыт музей первой народной артистки республики Г. Кайбицкой.